# Kolonia Modrzewo
Kolonia Modrzewo – nieoficjalna kolonia wsi Modrzewo w Polsce położona w województwie zachodniopomorskim, w powiecie stargardzkim, w gminie Suchań.
Osada wchodzi w skład sołectwa Modrzewo, położona 8 km na północny wschód od Suchania (siedziby gminy) i 27 km na południowy wschód od Stargardu (siedziby powiatu).
W latach 1975–1998 miejscowość należała administracyjnie do województwa szczecińskiego.